# Някім Ґатвеч
Някім Ґатвеч (англ. Nyakim Gatwech, нар. 27 січня 1993 року, Гамбела, Ефіопія) — американська модель південносуданського походження. Привернула увагу кольором шкіри і досягла значної популярності в Instagram.

## Біографія
Батьки Някім Ґатвеч жили в Майвуті (Південний Судан), а пізніше втекли від південносуданської громадянської війни в місто Гамбела в Ефіопії, де й народилася Някім. Звідти вони мігрували до Кенії, де жили в таборах біженців, поки нарешті не переїхали до США, коли їй було 14 років. Спочатку сім'я оселилася в Баффало, штат Нью-Йорк, пізніше Някім переїхала до Міннеаполіса, штат Міннесота. Вона стверджує, що вважає себе південносуданкою попри те, що ніколи не була в Південному Судані. Над модельною кар'єрою замислилась після участі у показі мод у Сент-Клаудському університеті. Вона знялася на рекламних плакатах фільму Jigsaw 2017 року.

## Соціальні мережі
Гатвеч відома своїм темним кольором шкіри, за який отримала прізвисько Королева Темряви. Гатвеч стикалася з проблемами самооцінки та коментарями людей, які агітують відбілювати шкіру, щоб вона мала світліший колір, але навчилася сприймати свою красу та пігментацію завдяки любові й підтримці своїх шанувальників. У неї понад 900 000 підписників в Instagram.